# Дуб на Синій воді
Дуб на Синій воді — найромантичніший дуб  Києва. Росте у дуже мальовничій місцині — на березі тихої затоки  Жукова острова. Дерево дуже старе — йому близько 500 років, висота 20 м, обхват стовбура 6,10 м. У 2010 р., за ініціативи  Київського еколого-культурного центру, дуб отримав статус ботанічної  пам'ятки природи. На дереві є ікона.

## Ресурси Інтернету
- Фотогалерея видатних вікових дерев міста Києва  [Архівовано 12 березня 2012 у WebCite]

## Виноски
1. 1 2   Шнайдер С. Л., Борейко В. Е., Стеценко Н. Ф. 500 выдающихся деревьев Украины. — К.: КЭКЦ, 2011. — 203 с.